# Orbite héliosynchrone
Ne doit pas être confondu avec Orbite héliocentrique ou Orbite héliostationnaire.

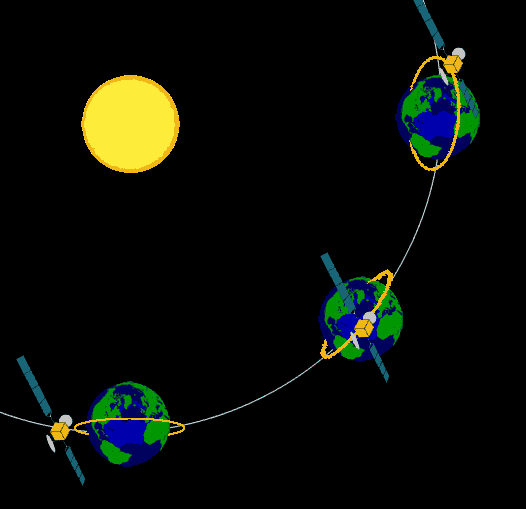
Le plan orbital d'un satellite artificiel héliosynchrone se présente toute l'année sous le même angle par rapport au Soleil.

Une orbite héliosynchrone désigne une orbite terrestre quasi polaire légèrement rétrograde dont on choisit l'altitude et l'inclinaison de sorte que l'angle entre le plan orbital et la direction du Soleil demeure quasiment constant. La rotation du plan orbital nécessaire est obtenue sans manœuvre en exploitant la précession produite par le bourrelet équatorial de la Terre. Un satellite placé sur une telle orbite passe au-dessus d'un point de la surface terrestre donné à la même heure solaire locale. Ce type d'orbite est choisi pour les satellites effectuant des observations photographiques car l'éclairement solaire des lieux observés est pratiquement constant d'un cliché à l'autre (hors incidence des saisons) ce qui permet de détecter les changements intervenus entre deux survols.

## Caractéristiques
L'orbite héliosynchrone est une orbite polaire basse (entre 200 et 1 680 km) et de périodicité courte (décrite toutes les 88 à 120 minutes).

### Heure de passage au nœud descendant
La principale caractéristique d'une orbite héliosynchrone est son heure solaire de passage au nœud descendant qui induit l'élévation (la hauteur) du Soleil au-dessus des terres survolées. La plupart des satellites optent pour une heure solaire de passage en début/milieu de matinée pour obtenir un éclairage relativement rasant : les satellites NOAA survolent ainsi l'équateur à 8h30, les satellites Landsat à 9h30 et les satellites Spot à 10h30. Quelques satellites circulent sur une orbite dite "crépusculaire" avec un survol au lever et au coucher du Soleil (6h/18h). Ce type d'orbite permet au satellite de rester en permanence éclairé (sauf quelques éclipses durant l'été dues à l'inclinaison orbitale) ce qui maximise l'énergie produite par les panneaux solaires car ceux-ci sont éclairés en permanence alors que sur une orbite héliosynchrone classique le Soleil est masqué par la Terre la moitié du temps. C'est le cas des satellites radar Radarsat car cela leur permet d'obtenir l'énergie nécessaire au fonctionnement dudit radar. Ce type d'orbite permet également de simplifier grandement des difficultés d'échange thermiques et d'observer des zones de très faible luminosité sans être gêné par la lumière provenant directement du Soleil. L' "orbite midi/minuit" est un cas particulier de l'orbite héliosynchrone où l'heure solaire fixe de passage est de midi pour la partie de la Terre éclairée par le Soleil et de minuit pour l'autre moitié.

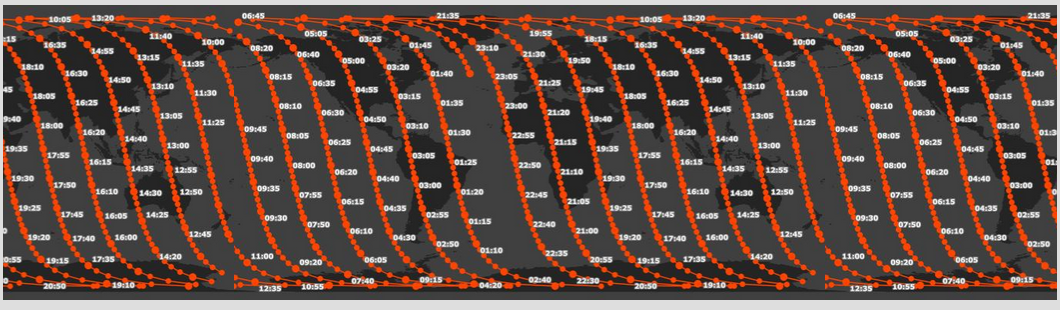
Landsat, chemin orbital ascendant

### Cycle orbital

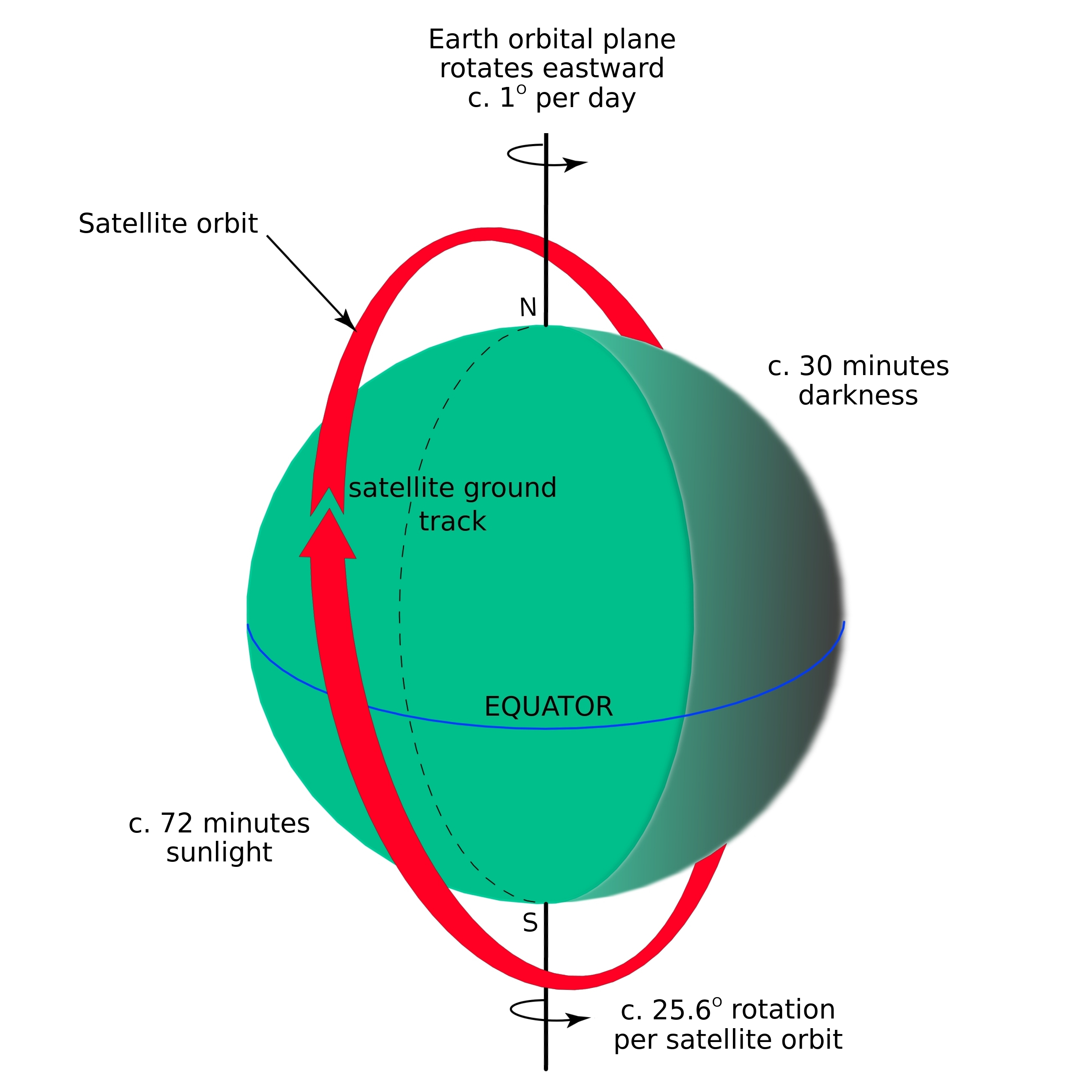
Orbite héliosynchrone à 860 km d'altitude.

Une autre caractéristique importante de l'orbite héliosynchrone est le cycle orbital c'est-à-dire le nombre de révolutions qu'un satellite doit accomplir pour se retrouver dans la même direction au-dessus d'un même point. Cette caractéristique est importante pour les satellites de télédétection car elle facilite le traitement des images et leur indexation. Par exemple les satellites Landsat 1, 2 et 3 ont un cycle orbital de 251 révolutions. Lorsque le cycle orbital est un nombre entier (ce n'est exigé que pour certains satellites) le satellite est dit phasé.
Il peut être souhaitable qu'un satellite survole le même point chaque jour à la même heure. Pour cela le satellite doit non seulement être phasé, mais aussi accomplir plus d'une révolution par jour. En considérant une orbite circulaire, le nombre d'orbites par jour est compris entre 7 et 16 : moins de 7 orbites nécessiterait une altitude supérieure à la valeur maximale pour une orbite héliosynchrone, et faire plus de 16 orbites exigerait une orbite à l'intérieur de la Terre. Les orbites possibles sont résumées dans le tableau ci-dessous : 
| Orbites par jour | Période (en h) | Période (en h) | Altitude (km) | Latitude maximale | Inclinaison |
| ---------------- | -------------- | -------------- | ------------- | ----------------- | ----------- |
| 16               | 1 /2           | = 1:30         | 274           | 83.4°             | 96.6°       |
| 15               | 1 3/5          | = 1:36         | 567           | 82.3°             | 97.7°       |
| 14               | 1 5/7          | ≈ 1:43         | 894           | 81.0°             | 99.0°       |
| 13               | 1 11/13        | ≈ 1:51         | 1262          | 79.3°             | 100.7°      |
| 12               | 2              |                | 1681          | 77.0°             | 103.0°      |
| 11               | 2 /11          | ≈ 2:11         | 2162          | 74.0°             | 106.0°      |
| 10               | 2 /5           | = 2:24         | 2722          | 69.9°             | 110.1°      |
| 9                | 2 /3           | = 2:40         | 3385          | 64.0°             | 116.0°      |
| 8                | 3              |                | 4182          | 54.7°             | 125.3°      |
| 7                | 3 /7           | ≈ 3:26         | 5165          | 37.9°             | 142.1°      |

## Principe
Pour une orbite d'altitude donnée et d'inclinaison différente de 0, 90 et 180 degrés, la non-homogénéité du champ gravitationnel terrestre découlant du bourrelet équatorial induit une précession (rotation) du plan orbital. Un choix judicieux de l'inclinaison orbitale permet à l'orbite d'effectuer une rotation de 360° en une année, permettant  ainsi de maintenir un angle constant entre le plan orbital et l'axe Soleil-Terre.
Plus l'altitude du satellite retenue est élevée (elle est choisie en fonction des performances des caméras et de la résolution spatiale recherchée), plus l'inclinaison orbitale requise dépasse les 90° ce qui, pour une orbite rétrograde, a pour conséquence que les hautes latitudes ne sont plus survolées. Les orbites héliosynchrones typiques sont inclinées à 98°, ce qui assure une bonne couverture du globe terrestre.
L'orbite héliosynchrone est également possible autour de certaines autres planètes, comme Mars, dont l'aplatissement est le double de celui de la Terre. La sonde Mars Global Surveyor survole ainsi Mars à 14 heures sur une orbite quasi-phasée de 88 orbites en 7 sols (elle se décale de 59 kilomètres à l'est à chaque cycle).

## Éléments techniques
L'équation décrivant la vitesse de déplacement de la ligne des nœuds due au bourrelet équatorial est donnée par :
{\displaystyle {\dot {\Omega }}=-{\frac {3}{2}}J_{2}\left({\frac {R_{e}}{p}}\right)^{2}{\sqrt {\frac {\mu }{a^{3}}}}\cos(i)}
où

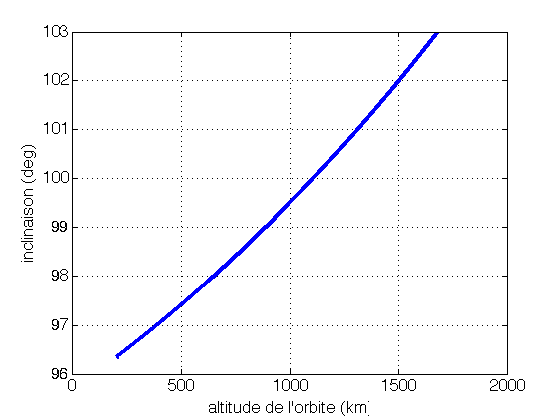
L'inclinaison orbitale d'une orbite héliosynchrone circulaire pour différentes altitudes.

- {\displaystyle J_{2}} est le second facteur de forme dynamique terrestre (1,08  × 10−3) ;
- {\displaystyle R_{e}} est le rayon équatorial terrestre (6 378,14 km) ;
- {\displaystyle \mu } est le paramètre gravitationnel standard de la Terre (398 600,440 km3/s2) ;
- {\displaystyle p} est le demi latus rectum de l'orbite ;
- {\displaystyle a} est le demi grand axe de l'orbite ;
- {\displaystyle i}  est l'inclinaison de l'orbite (en radians).

Pour une orbite héliosynchrone, un tour complet doit être effectué en une année sidérale, et le taux de précession doit donc être égal à {\displaystyle \Omega _{h}=2\pi /(365,256\cdot 24\cdot 60\cdot 60)=1.9910\cdot 10^{-7}} rad/s. Ainsi, en supposant une orbite circulaire (i.e., {\displaystyle p=a}), l'inclinaison de l'orbite est donnée par :
{\displaystyle i=\arccos \left[-{\frac {2}{3}}{\frac {\Omega _{h}}{J_{2}}}\left({\frac {a}{R_{e}}}\right)^{2}{\sqrt {\frac {a^{3}}{\mu }}}\right]}
Le graphique ci-contre montre l'inclinaison requise pour une orbite héliosynchrone circulaire en fonction de son altitude.

## Domaine d'application
Ce type d'orbite est utilisé par une grande partie des satellites d'observation de la Terre, principalement les satellites de télédétection à usage civil, les satellites météorologiques et les satellites de reconnaissance (militaires).

## Maintenance de l'orbite
L'orbite héliosynchrone comme toute orbite dérive sous l'influence des forces perturbatrices. Celles-ci sont principalement l'attraction de la Lune et du Soleil qui modifie légèrement l'inclinaison orbitale et le frottement atmosphérique qui génère un freinage et donc une diminution de l'altitude. Ces perturbations nécessitent que le satellite corrige périodiquement son orbite à l'aide de sa propulsion. Ces corrections sont particulièrement importantes si le satellite est phasé (cycle orbital étant un nombre entier). Par exemple, les satellites Spot qui ont une orbite phasée (avec une trace au sol qui repasse à 3 kilomètres de la trace du cycle précédent au niveau de l'équateur), voient leur orbite corrigée toutes les deux à huit semaines.
D'autres paramètres orbitaux comme l'argument du périapside et l'excentricité orbitale peuvent également être affectés. Les satellites d'observation de la Terre, en particulier, nécessitent des orbites avec une altitude constante lors du passage au-dessus du même point. Un choix soigneux de l'excentricité et de la position du périgée révèle des combinaisons spécifiques où le taux de changement des perturbations est minimisé, rendant ainsi l'orbite relativement stable – une orbite gelée, où le mouvement de la position du périapside est stable. Les satellites ERS-1, ERS-2 et Envisat de l'Agence spatiale européenne, ainsi que les engins MetOp de EUMETSAT et RADARSAT-2 de l'Agence spatiale canadienne, orbitent tous sur des orbites gelées héliosynchrones.

## Historique
Le satellite de reconnaissance américain Samos-2 est le premier satellite artificiel à se placer sur une orbite héliosynchrone en janvier 1961 placé sur une orbite 474 x 557 avec une inclinaison orbitale de 97,4°. Le premier satellite du domaine civil est le satellite météorologique américain Nimbus-1 lancé en aout 1964. L'héliosynchronisme est particulièrement avantageux pour les satellites de télédétection. Le premier satellite de ce type est Landsat-1 en 1972, développé par la NASA.